# Dam (Amsterdam)

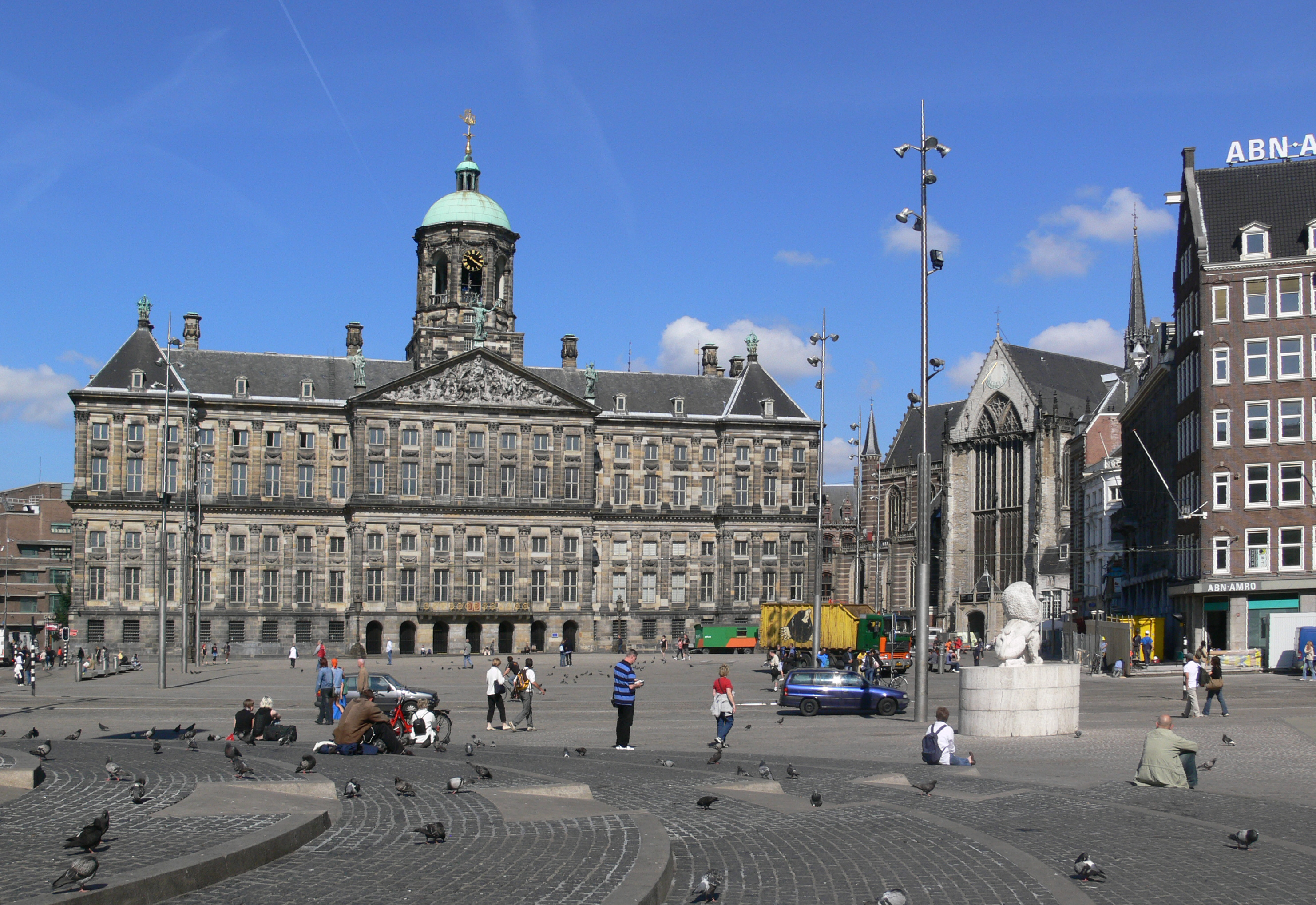
Dam mit dem Königlichen Palast (links) und der Nieuwe Kerk (rechts)

Der Dam ist der zentrale Platz der Stadt Amsterdam und der bekannteste Stadtplatz der Niederlande. Er liegt im Zentrum des mittelalterlichen Stadtkerns und ist Standort zahlreicher Bauwerke von nationaler Bedeutung, darunter des Königlichen Palasts. Der hier im 13. Jahrhundert errichtete Damm im Fluss Amstel war Namensgeber für den Platz wie für die gesamte Stadt.

## Lage

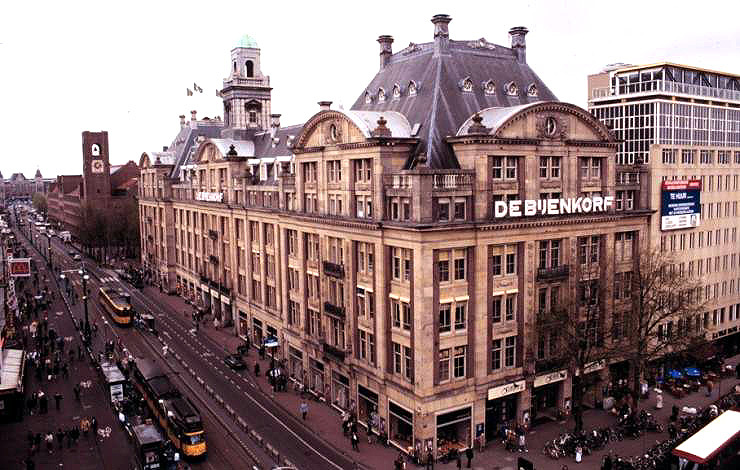
Blick in die Straße Damrak, in der Mitte das Warenhaus Bijenkorf

Der Dam liegt im Mittelpunkt Amsterdams. Die beiden wichtigsten einmündenden Straßen sind die auf dem zugeschütteten Flussbett der Amstel erbauten Boulevards Damrak, der nach Norden zum Amsterdamer Hauptbahnhof führt, und Rokin, der nach Süden bis zum Muntplein (Münzplatz) führt.
Westlich parallel zu diesen verlaufen die weitaus schmaleren Einkaufsstraßen Nieuwendijk (nach Norden) und Kalverstraat (nach Süden), die als Fußgängerzone ausgewiesen sind. Die Kalverstraat gilt als wichtigste Einkaufsstraße der Stadt.
Östlich parallel zu Damrak und Rokin verlaufen die Warmoesstraat und der Nes, die in das östliche Ende des Platzes münden.
Die wichtigsten in Ost-West-Richtung einmündenden Straßen sind die nach Osten zum Oudezijds Voorburgwal (Altseitner Vorburgwall, einer der „Wallen“) führende Damstraat und die nach Westen zum Singel führende Paleisstraat.
Kleinere in den Platz einmündende Gässchen sind die Mozes en Aaronstraat und die Eggertstraat im Nordwesten, der Pijlsteeg (Pfeilgasse) im Osten und das Beurspoortje (Börsenpförtchen) im Südosten.

## Bauwerke

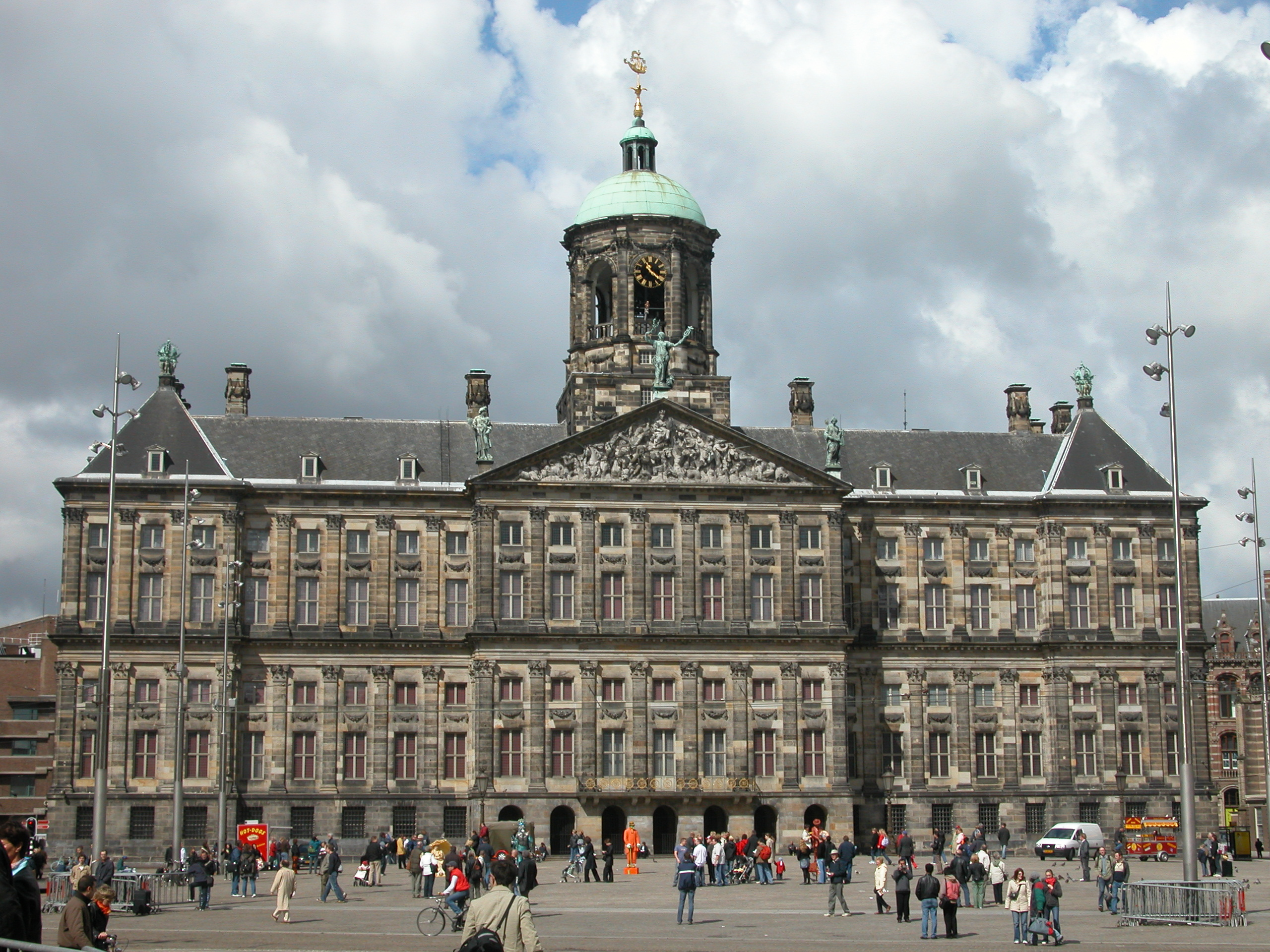
Der Königliche Palast auf dem Dam

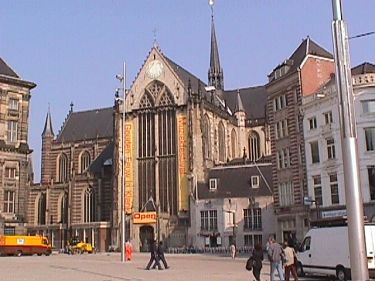
Nieuwe Kerk

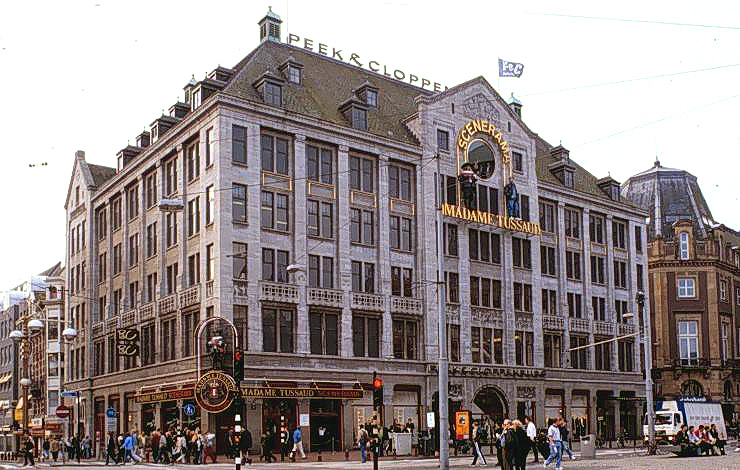
Kaufhaus Peek & Cloppenburg, zwischen Rokin (links) und Kalverstraat, darin auch das Wachsfigurenkabinett Madame Tussaud

Das dominierende Bauwerk auf dem Dam ist der Königliche Palast, der während der Blütezeit der Stadt 1648–1665 von den reich gewordenen Bürgern als Rathaus erbaut wurde. Während der französischen Besatzung requirierte der von Napoleon zum „König von Holland“ ernannte Louis Bonaparte das Rathaus als seinen Königspalast. Nach der Vertreibung der Franzosen 1813 wurde das Rathaus wieder an die Stadt zurückgegeben, aber nach dem Kauf durch das niederländische Königshaus 1939 wiederum zum königlichen Palast. Die königliche Familie nutzt das riesige Bauwerk allerdings nur zu Repräsentationszwecken, als Wohnsitz bevorzugt sie die ebenfalls vom Architekten Jacob van Campen errichteten Paläste Huis ten Bosch am Rande und Noordeinde im Zentrum von Den Haag.

Zuvor befand sich an fast derselben Stelle das alte, im gotischen Stil erbaute Rathaus Amsterdams, das 1652 abbrannte, was den Anlass zum Neubau bot.
Das zweite große Monument am Dam ist die gotische Liebfrauenkirche, heute als Nieuwe Kerk („Neue Kirche“) bekannt. Die Kirche wurde 1409 geweiht, die jüngsten Bauteile im nördlichen Querschiff entstanden 1530–1540 im Renaissancestil. Die größte Kirche der Altstadt besitzt keine Türme, die Bauarbeiten für diese wurden 1563 abgebrochen. Die Kirche brannte dreimal ab, zuletzt 1645, wurde aber jeweils im ursprünglichen Stil wiederhergestellt. Sie wurde 1979 von der Niederländisch-reformierten Kirche in die Hände einer Stiftung übergeben und dient heute als Kulturzentrum, Ausstellungs- und Konzertsaal. Auch die Hochzeiten der Königsfamilie und die Einsegnungen der neuen Könige und Königinnen finden hier statt.
Das dritte bekannte Bauwerk auf dem Dam ist das Nationalmonument, das seit 1956 an die Opfer der Besetzung der Niederlande durch Nazideutschland 1940–1945 erinnert. Hier findet jährlich am 4. Mai, dem niederländischen Volkstrauertag, die zentrale Gedenkfeier statt, an dem der König am Monument einen Kranz zu Ehren der Toten niederlegt. An den übrigen Tagen ist das Denkmal ein beliebter Treffpunkt für Jugendliche, Touristen und Tauben.

An seiner Stelle stand von 1856 bis 1914 das Denkmal De Eendracht („die Eintracht“) von Louis Royer, im Volksmund auch bekannt als Naatje van de Dam, das an die durch die Abspaltung Belgiens 1830/31 verlorene Einheit der Niederlande erinnerte, die hier durch eine vier Meter hohe Frauenfigur verkörpert wurde.
Weitere Großbauten am Dam sind das Hotel Krasnapolsky (1883) auf der Ostseite des Platzes und an der Nordostseite das Kaufhaus De Bijenkorf (Bienenkorb, 1912–1915) zwischen Damrak und Warmoesstraat, die größte der 13 Filialen dieser Warenhauskette. Auf der Südseite des Platzes, zwischen Rokin und Kalverstraat, liegt, im Warenhaus Peek & Cloppenburg, das Wachsfigurenkabinett Madame Tussauds. An der Ecke zum Rokin steht das Industria-Haus des Industrieele Groote Club, erbaut 1912 durch Foeke Kuipers.
Auf dem Dam stand das älteste Waaghaus in Amsterdam. Die erste 1341 erbaute Waag op de Dam wurde 1561–1565 durch ein neues Waaghaus im Renaissancestil ersetzt, die „Tweede Waag“. Nachdem die Waag op de Dam für die schnell wachsende Stadt zu klein geworden war, wurde 1617 eine zusätzliche öffentliche Waage am Nieuwmarkt in Betrieb genommen.  Die Waag op de Dam wurde 1808 abgerissen.

## Geschichte

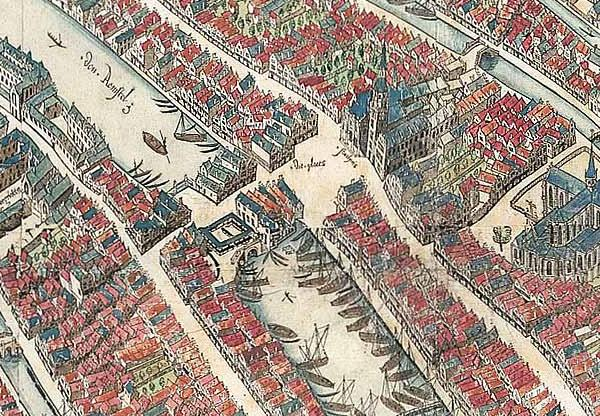
Der Amsterdam und der noch recht kleine Damplatz 1544, Blick nach Süden.

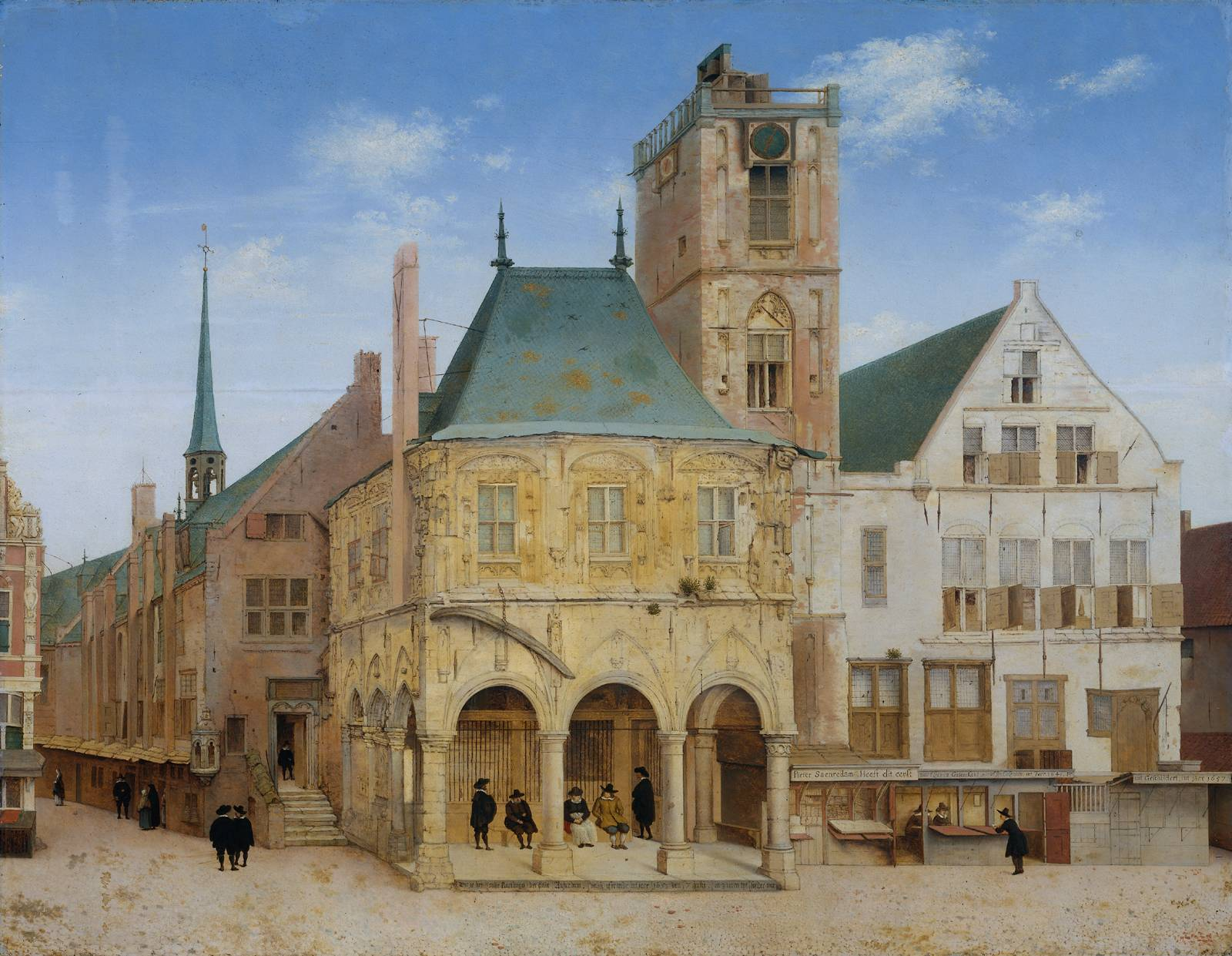
Das alte, gotische Rathaus, 1657

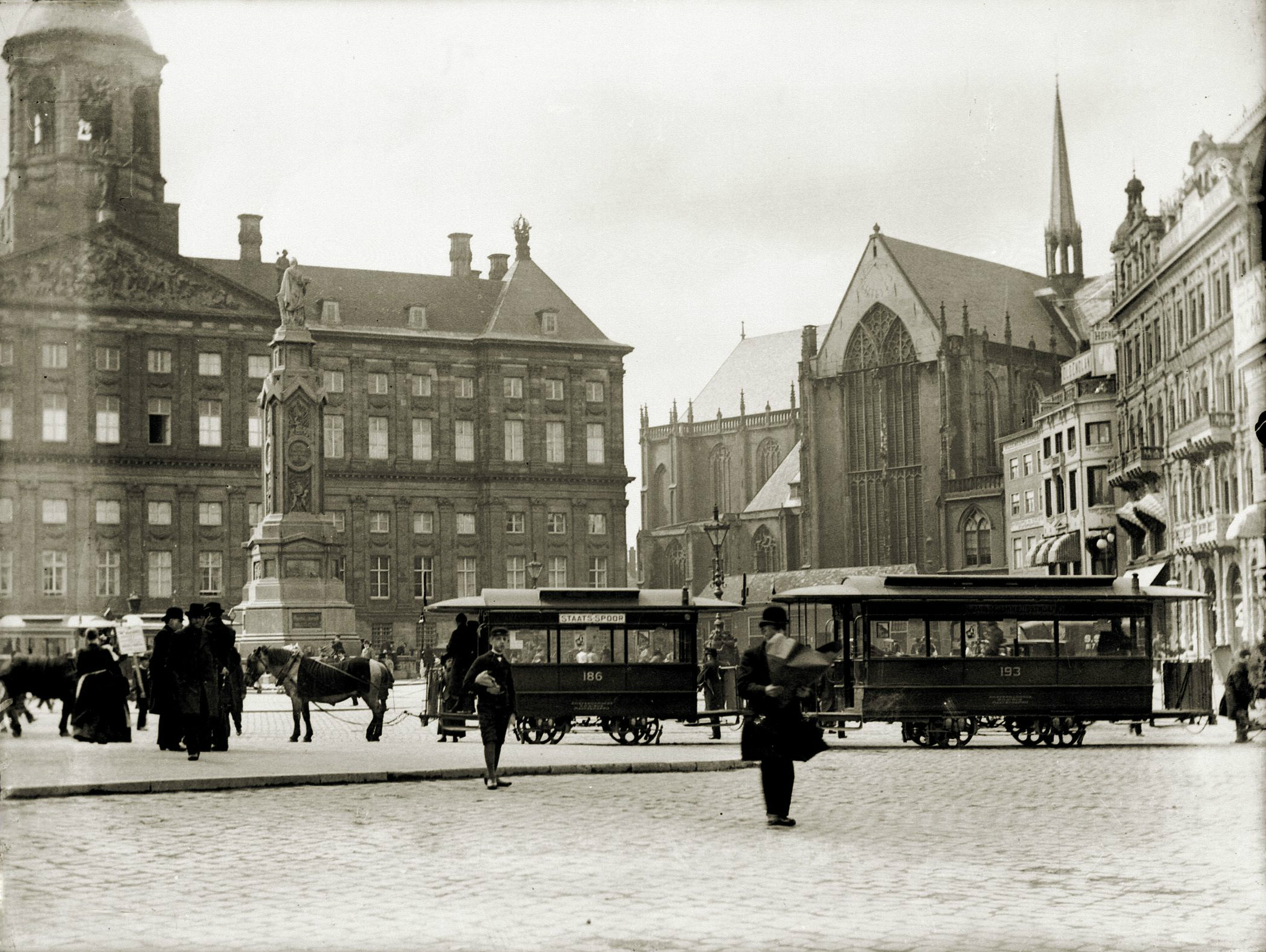
Rathaus, Neue Kirche und das 1914 abgerissene Einheitsdenkmal, um 1890

Der Bau eines Damms und einer Schleuse geht zurück in die Gründungsgeschichte der Stadt und geschah wahrscheinlich zwischen 1265 und 1275. Die Abdeichung von Flussmündungen wurde nötig, um die durch Sturmfluten gefährdete Küstenlinie zu verkürzen. Zu solchen Deichen gehörten Schleusen, um das Flusswasser hindurch zu lassen und die Schifffahrt nicht zu behindern. Hinzu kam die wichtige Funktion für den Wasserhaushalt: während die Amstel unterhalb des Damms bis zur Mündung in die Meeresbucht IJ zur Zuiderzee und damit zur Nordsee offen war und den Gezeiten der Nordsee unterlag, konnte der Mensch den Wasserspiegel oberhalb des Damms durch Öffnen und Schließen der Schleuse selbst regulieren und damit weitgehend konstant halten. Durch gezieltes Öffnen der Schleusentore während einer Ebbe konnte Flusswasser mit großer Kraft ins Meer gespült werden, damit die städtischen Abwässer aus der Stadt entsorgt und sogar die Fahrrinne des im Mündungsbereich der Amstel (dem Damrak) gelegenen Hafens vertieft werden.
Auch andere altholländische Städte entstanden auf diese Weise, eben die Abdeichung einer Flussmündung zur Verkürzung des Seedeichs, so etwa Rotterdam (an der Rotte), Schiedam (Schie) oder Zaandam (Zaan), die deshalb ebenfalls das Suffix -dam im Namen tragen.
Der Damm schloss damit die Lücke im Seedeich auf dem südlichen Ufer des IJ und schuf gleichzeitig erstmals eine feste Straßenverbindung über die Amstel, die die beiden bereits vorhandenen Siedlungskerne beiderseits des Flusses (im Bereich des heutigen Nieuwendijk auf dem westlichen und der heutigen Warmoesstraat auf dem östlichen Ufer) miteinander verband.
Am Ende des Mittelalters wurde die Deichkrone so weit verbreitert, dass Raum für einen Stadtplatz entstand, der Middeldam genannt wurde. Auf dem Westufer entstand ein weiterer Platz, der gemäß seiner Funktion als zentraler Hauptplatz einfach nur Plaetse („Platz“) hieß. Der nördliche Teil des Middeldams hieß Vissersdam (Fischerdamm), weil hier der städtische Fischmarkt ansässig war, der südliche hier Vijgendam (Feigendamm). Der Plaetse hieß während der französischen Okkupation ab 1795 Place de la Révolution und anschließend Place Napoléon.
Der Dam diente als zentraler Marktplatz der Stadt, an dem auch Schiffe anlegen konnten. Diese Möglichkeit entfiel im 19. Jahrhundert, als der Damrak, der zum IJ führende Unterlauf der Amstel, zugeschüttet und zu einem prächtigen Boulevard ausgebaut wurde. Der Platz wurde in den 1910er Jahren nach Norden erweitert und zu der heute bekannten städtebaulichen Einheit zusammengefasst. Die Amstel oberhalb des Dam, der Rokin, erhielt 1913 noch Uferstraßen, wurde aber zwischen 1933 und 1936 ebenfalls zugeschüttet, so dass der Dam auch von Süden her nicht mehr mit Schiffen erreichbar ist.
Im 19. und 20. Jahrhundert entwickelte der Dam sich vom zentralen Marktplatz Amsterdams zu einem nationalen „Forum“, dem Mittelpunkt der Nation, der jedem Niederländer ein Begriff ist und der die Kulisse für wichtige nationale Veranstaltungen, Demonstrationen und Gedenkfeiern abgibt.

## Verkehr

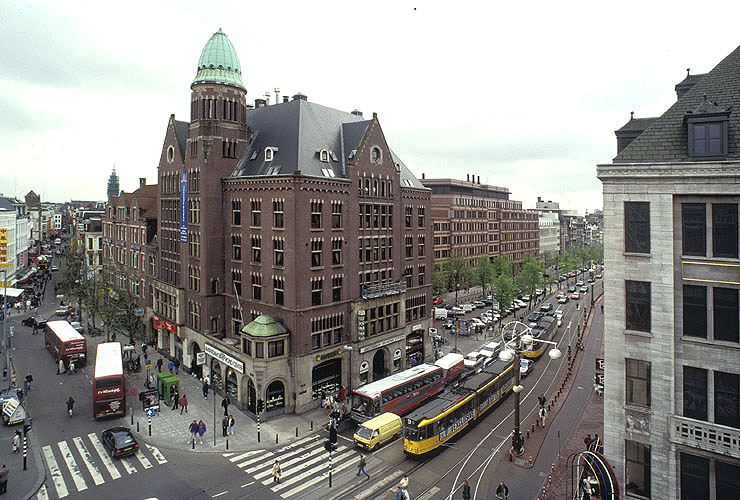
Straßenbahn an der Ecke Rokin/Dam, dahinter das Industria-Haus

Der im Zuge des früheren Amstel-Flussbetts in Nord-Süd-Richtung verlaufende Straßenzug Damrak–Dam–Rokin ist in der mittelalterlich strukturierten Altstadt eine der wenigen für neuzeitlichen Autoverkehr benutzbaren Achsen und dementsprechend eine wichtige Hauptstraße.
Der Dam war zu Zeiten der Pferdebahn der wichtigste Knoten des Straßenbahnnetzes in ganz Amsterdam, später verlagerte sich diese Funktion nach Norden an den Hauptbahnhof. Der Dam ist trotzdem auch heute noch ein wichtiger Straßenbahnknoten und wird von sechs Linien angefahren. Gleise führen über Damrak und Rokin, durch die Paleissstraat, die Mozes-en-Aaronstraat und vor dem Rathaus auf der Westseite des Platzes entlang.
Ab 2003 wurde entlang Damrak und Rokin die Noord-Zuidlijn der Amsterdamer U-Bahn errichtet. Aufgrund technischer Probleme beim Bau verzögerte sich die Eröffnung der Strecke von 2011 auf 2018. Im Zuge des Baus der Metrostation Rokin, die unter der gleichnamigen Straße südlich des Dams liegt, wurden ein fünfgeschossiges unterirdisches Parkhaus und eine unterirdische Fahrradgarage mit 260 Stellplätzen angelegt.